# FSR - danske revisorer
FSR - danske revisorer er en brancheorganisation for godkendte revisorer i Danmark.
Foreningen af Statsautoriserede Revisorer blev etableret den 12. januar 1912.
Foreningen skiftede navn til FSR – danske revisorer, da de tre revisorforeninger Foreningen af Statsautoriserede Revisorer, Dansk Revisorforening og REVIFORA fusionerede den 19. maj 2011.
Foreningen består i dag af 800 virksomhedsmedlemmer og 6.000 personlige medlemmer.
Internationalt er FSR – danske revisorer medlem af International Federation of Accountants (IFAC), Nordisk Revisor Forbund (NRF) og Federation of European Accountants / Federation des Experts Comptables Europeens (FEE) Arkiveret 5. oktober 2012 hos  Wayback Machine.